# 亚历山大·亚历山德罗维奇·西多连科
亚历山大·亚历山德罗维奇·西多连科（俄语：Александр Александрович Сидоренко，1960年5月27日—2022年2月20日），苏联及乌克兰游泳运动员。曾在1980年莫斯科奥运会摘得400米混合泳金牌。

## 生平
1960年5月27日出生于乌克兰苏维埃社会主义共和国斯大林州日丹诺夫（1989年改称马里乌波尔）。毕业于基辅国立体育学院。专攻个人混合泳。1978年7月9日在莫斯科创造了男子200米个人混合泳世界纪录，并一直保持到8月2日。1980年在莫斯科奥运会摘得400米混合泳金牌。1976年获得苏联体育健将荣誉称号，1979年被评为全苏最佳游泳运动员。1980年获得苏联功勋体育健将荣誉称号。1981年，他继续在斯普利特欧洲游泳锦标赛获得金牌。1982年在瓜亚基尔世界游泳錦標賽获得金牌，同年与1980年奥运会铜牌得主叶莲娜·克鲁格洛娃结婚。1987年9月退役回到家乡日丹诺夫（马里乌波尔），并开始担任伊利切维茨水球队教练。2022年2月20日因2019冠状病毒病在家乡马里乌波尔逝世，终年61岁。

## 荣誉
- 各族人民友谊勋章（1982年）